# La Esperanza, San Miguel Tlacamama
La Esperanza är en ort i Mexiko.   Den ligger i kommunen San Miguel Tlacamama och delstaten Oaxaca, i den sydöstra delen av landet, 300 km söder om huvudstaden Mexico City. La Esperanza ligger 96 meter över havet och antalet invånare är 286.
Terrängen runt La Esperanza är platt åt sydväst, men åt nordost är den kuperad. La Esperanza ligger nere i en dal. Runt La Esperanza är det ganska tätbefolkat, med 72 invånare per kvadratkilometer. Närmaste större samhälle är Santiago Pinotepa Nacional, 18,0 km söder om La Esperanza. Omgivningarna runt La Esperanza är en mosaik av jordbruksmark och naturlig växtlighet.